# نفحة (سجن)

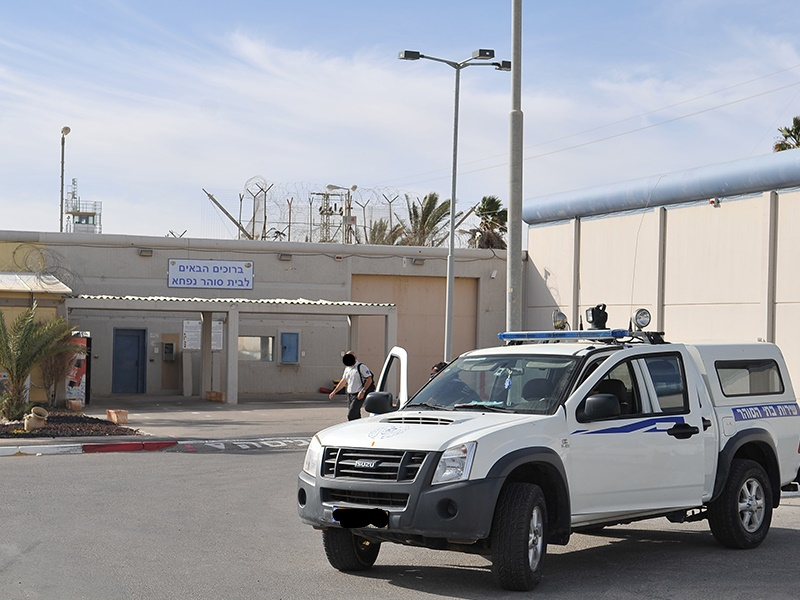

سجن نفحة معتقل يبعد 100 كلم عن مدينة بئر السبع و 200 كلم عن مدينة القدس، من أشد السجون الإسرائيلية قسوة، وقد استحدث هذا السجن خصيصا للقيادات الفلسطينية من المعتقلين في مختلف السجون بغرض عزلهم عن بقية السجون الأخرى. يضم ما يقارب 700 أسير بين أسواره .

## تصميم السجن
ويتكون البناء الجديد في سجن نفحة من 3 أقسام يتسع كل قسم منها لنحو (120) معتقلا ويتكون كل قسم من (10) غرف في كل غرفة نحو (10) معتقلين ولا تتجاوز مساحة الغرفة الواحدة (5×3 متر) يوجد بها مرحاض ومغسلة ويبلغ ارتفاع الغرفة نحو (2.5متر) بها نافذة واحدة للتهوية مساحتها نحو (80×120 سم ).

## الحياة داخله
الحياة صعبة جدا حيث يخرج المعتقلون إلى الفورة (الساحة) مرتين في اليوم مرة في الصباح وأخرى في المساء بما مجموعه قرابة (3) ساعات يوما ولا تتجاوز مساحة الفورة (100 متر مربع) تحيط بها جدران إسمنتية سميكة يصل ارتفاعها إلى نحو 6 أمتار يعلوها شبك حديدي.
وعلى الرغم من حاجة المعتقلين الماسة للخروج إلى الفورة إلا أن الكثيرين منهم يحجمون عن الخروج بسبب ضيق المساحة المخصصة وعدم إمكانية مزاولة بعض التمارين الرياضية فيها حيث أن أرضيتها ملساء جدا وتؤدي إلى التزحلق.
ويعاني الأسرى فيه من أمراض كثيرة ومزمنة، حيث الإهمال الطبي، علاوة على أن حجز العيادة للعلاج يتطلب مدة لا تزيد عن شهرين، والمسكنات هي الدواء الوحيد لجميع الأمراض، حيث أن إدارة السجن مصممة على إيذاء الأسرى، وحرمانهم من أبسط حقوقهم .

## أحداث
ومن أشهر الأحداث التي شهدها هذا السجن الإضراب الطويل عن الطعام الذي نفذه الأسرى الفلسطينيون يوم السابع من يوليو/ تموز عام 1980 وأسفر عن استشهاد اثنين منهم.